# Brereton, Staffordshire
Brereton är en ort i civil parish Brereton and Ravenhill, i distriktet Cannock Chase, i grevskapet Staffordshire i England. Brereton var en civil parish 1894–1934 när blev den en del av Rugeley, Armitage, Brindley Heath och Cannock. Civil parish hade 3 329 invånare år 1931.